# Język kimaghima
Język kimaghima (in. kimagima, kimaam, kimaama, kimaghama, kimaghana) – język papuaski z grupy kolopom, używany na wyspie Kolopom (Frederik Hendrik) w prowincji Papua w Indonezji. Według danych z 1987 roku posługuje się nim 3 tys. osób.
Jego użytkownicy zamieszkują północno-wschodnie i południowo-zachodnie obszary wyspy. Jest wykorzystywany w sferze kontaktów domowych. Uchodzi za zagrożony wymarciem.
Zidentyfikowano dwa dialekty (północno-wschodni i południowo-zachodni). 
Według danych Peta Bahasa obszar tego języka obejmuje wsie: Turiram, Kiworo, Eoner, Mambun, Auri, Teri (dystrykt Kimaam, kabupaten Merauke). W 1949 r. do jego terytorium zaliczono miejscowości: Jaové, Wébu, Kivaru, Waniè, Térö, Kàroa, Tjìghaé, Tjàvudo, Bàmu, Wanggambön, Kàwe (na północnym wschodzie) oraz Kàrada, Sàbon i Tor (na południowym zachodzie).
Występuje w nim szóstkowy system liczbowy, podobnie jak w ndom. Kimaghima jest typologicznie bliski językowi riantana.
Wczesne dane nt. języków wyspy (w tym kimaghima) zebrał misjonarz P. Drabbe, autor artykułu z 1949 r.  Dostępne materiały dot. kimaghima mają przede wszystkim charakter leksykalny.